# 大唐風雲錄
《大唐風雲錄》，是台灣歌仔戲演員黃香蓮等人合演的電視歌仔戲，由中國電視公司播出，首播期間為1992年8月26日至1992年10月28日每週一至週五18:00～18:30（UTC+8），全劇每集半小時，總共四十五集。

## 演員名單
- 黃香蓮飾演李世民
- 許秀年飾演長孫淑穎，即長孫皇后。
- 林美照飾演楊瑤紅，即巢王妃楊氏。
- 康明惠飾演李淵
- 許亞芬飾演李建成
- 唐美雲飾演李元吉
- 小咪飾演李靖
- 廖麗君飾演紅拂女
- 馬如龍飾演虯髯客
- 楊繡惠飾演尹德妃
- 林夢梅飾演張貴妃，即張婕妤。
- 瑞琨飾演長孫無忌
- 林坤飾演尉遲恭
- 呂福祿飾演裴寂
- 華少江飾演常何，玄武門守將，真實人物。
- 石惠君飾演常欣，常何之妹，虛構人物。
- 王彩樺飾演春花，楊瑤紅丫鬟。

## 劇情大綱
隋煬帝臨幸太原及江都。太原太守唐國公李淵次子李世民見隋煬帝荒虐無道，向父親提議起兵抗暴。李淵懼滿門抄斬，將李世民逐出家門，實際要李世民雲遊四方招募將才。李世民偶然和風塵三俠的李靖相互賞識，但李靖和虯髯客結義在先而不願變節。李世民在長安和好友長孫無忌相遇，得知自己和其胞妹長孫淑穎自小被長輩定下的媒妁之約將近。
然而李世民從未見過長孫淑穎芳容、也不知其內涵，表示拒絕成親；同時又邂逅了長安第一美人楊瑤紅，情投意合，私訂終身。長孫淑穎得知兩人相好，心中悲苦，依然女扮男裝刺探李世民；李世民被其學識吸引，對此敬愛有加。李世民返回太原以後，長孫淑穎和楊瑤紅不約而同前往投靠；但楊瑤紅在半路被外出狩獵的李元吉相中，自此種下日後兄弟鬩牆的禍根。
婚約在即，長孫淑穎向李世民露出真實身分，李世民對她的聰慧賢淑深受感動，改變心意允諾婚事。李元吉對李淵要求迎娶楊瑤紅，李淵派裴寂向楊家提親。楊瑤紅得知李世民是出自真心將與長孫淑穎締結夫婦，又聽到自己陰錯陽差被指給李元吉，悲恨交加下自暴自棄，即使負氣嫁予李元吉，但要李世民和長孫淑穎不得安寧。婚後一次幽會，李元吉終於明白真相，開始對李世民深惡痛絕，兩人形同陌路。虯髯客見李世民英姿煥發，自知不是對手，決意離去另尋天下，要李靖和紅拂女輔佐李世民立業。
唐朝建立後，李建成深知秦王李世民的威望高漲，自己的太子之位恐將不保；在齊王李元吉、李淵後宮張貴妃和尹德妃的支持下陷害打擊李世民，李世民頗感無奈仍處處忍讓。不時心繫情郎的楊瑤紅暗中相助李世民的行為使得李元吉的怨恨變本加厲，利用玄武門守將常何胞妹常欣愛慕李世民的荳蔻情懷，施計蹂躪釀成紅顏薄命的悲劇。李建成和張貴妃有染被李世民撞見，更讓兩人斷定非得將李世民置於死地不可。李淵率李世民等一干寵臣遊幸慶州，李建成密謀勾結慶州都督楊文幹刺殺李世民；幸虧長孫淑穎和李靖等天策府將士即時發現、速往救援，叛變得以平定。李淵下旨廢了張貴妃，但李建成則在尹德妃的說情下勉強保住東宮。
李建成和李元吉假意和李世民修好，在宴會上酒中藏毒。李世民危在旦夕，醫藥無效。紅拂女向楊瑤紅串通，從李元吉得到解藥。楊瑤紅雖再幫一次李世民，但基於夫妻關係，含淚表示日後將順從李元吉。李元吉知道妻子的協助讓李世民逐漸好轉，怒不可抑，和李建成再密謀於玄武門埋伏長林軍殂擊李世民。常何探聽到訊息，火速向天策府通風報信。長孫無忌等人眼見主公又將再次遇難，擅自決定一不做二不休，捷足先登發動，是為玄武門事變。
李世民拖著虛弱的身子趕到玄武門時，李建成已斷氣，李元吉在死前向李世民指著他終身將背負弒殺兄弟的罪名。李淵痛失二子，心灰意冷；不久，傳位於李世民，是為唐太宗。

## 和史實不符之處
- 本劇為長孫皇后和齊王妃楊氏各取了閨名，然而史書僅記載兩人姓氏。
- 李靖等風塵三俠的橋段是套入文藝作品情節。歷史上的李靖在李淵的帳下任職，和李淵相處後得知其心懷異志，於是打算向隋煬帝密告，逃亡期間被唐軍俘虜，在李世民的說情下終被釋放，投身加入李世民的黨羽之列。
- 李元吉與李世民不和的原因在於李元吉性格不受李淵喜愛，加上李世民的威望排擠李建成的地位，遂有李元吉與李建成聯手打擊李世民的動作；在此變成情感上的孽緣糾纏。
- 李淵正式起兵的原因，在此被敘述是由李世民和裴寂設計，讓李淵誤和隋煬帝的後宮（即日後尹德妃和張婕妤）同床，不想被降罪而挺身抗暴。
- 玄武門事變確實是由李世民親自率領親信將士，在此反而是天策府趁李世民恢復健康前擅自策畫以下犯上的行動，有美化李世民親愛手足的意味。